# Карлос Естрада
Карлос Естрада (ісп. Carlos Enrique Estrada, нар. 1 листопада 1961, Тумако) — колумбійський футболіст, що грав на позиції нападника. По завершенні ігрової кар'єри — тренер.
Виступав, зокрема, за клуби «Депортіво Калі», «Мільйонаріос» та «Депортіво Калі», а також національну збірну Колумбії.
Дворазовий чемпіон Колумбії.

## Клубна кар'єра
У дорослому футболі дебютував 1982 року виступами за команду «Депортес Толіма», в якій провів один сезон. 
Згодом привернув увагу представників тренерського штабу клубу «Депортіво Калі», до складу якого приєднався 1984 року. Відіграв за команду з Калі наступні три сезони своєї ігрової кар'єри. Більшість часу, проведеного у складі «Депортіво Калі», був основним гравцем атакувальної ланки команди.
У 1987 році уклав контракт з клубом «Мільйонаріос», у складі якого провів наступні два роки своєї кар'єри гравця. Граючи у складі «Мільйонаріос» також здебільшого виходив на поле в основному складі команди. У складі «Мільйонаріос» був одним з головних бомбардирів команди, маючи середню результативність на рівні 0,48 гола за гру першості.
З 1990 року знову, цього разу два сезони захищав кольори клубу «Депортіво Калі». Тренерським штабом нового клубу також розглядався як гравець «основи».
Згодом з 1992 по 1994 рік грав у складі команд «Індепендьєнте Медельїн» та «Депортіво Калі».
Завершив ігрову кар'єру у команді «Індепендьєнте Медельїн», у складі якої вже виступав раніше. Повернувся до неї 1995 року, захищав її кольори до припинення виступів на професійному рівні.

## Виступи за збірну
У 1989 році дебютував в офіційних матчах у складі національної збірної Колумбії.
У складі збірної був учасником чемпіонату світу 1990 року в Італії, розіграшу Кубка Америки 1991 року у Чилі.
Загалом протягом кар'єри в національній команді, яка тривала 3 роки, провів у її формі 12 матчів.

## Кар'єра тренера
Розпочав тренерську кар'єру, повернувшись до футболу після тривалої перерви, 2009 року, очоливши тренерський штаб клубу «Депортес Пальміра».
Наразі останнім місцем тренерської роботи був клуб «Альянса Петролера», головним тренером команди якого Карлос Естрада був протягом 2009 року.

## Титули і досягнення
- Чемпіон Колумбії (2):

«Мільйонаріос»: 1987, 1988